# Politeja
Politeja (πολιτεία) to greckie pojęcie myśli politycznej, znane szczególnie z prac Platona oraz Arystotelesa. Wywodzone od słowa polis („państwo-miasto”), ma szereg znaczeń, od „praw obywateli” po „formę ustroju”.

## Tłumaczenie słowa greckiego na język polski
Wedle Leksykonu grecko-angielskiego Liddella i Scotta, sens słówka politeja to „uwarunkowania oraz prawa obywatela”, bądź „obywatelstwo”, analogicznie do łacińskiego civitas. Pojęcie odnosi się zasadniczo do środowiska obywatelskiego w mieście czy państwie i nie powinno być mylone ze słówkiem politeuma, implikującym reżim, czy też z pojęciem „status quo”, który to sens przynosi słówko kathestos.
W pracach antycznych greckich filozofów, słówko politeja służy głównie objaśnianiu, jak polis jest zarządzane, czy też jaka jest jego konstytucja. Politeja nie jest jednak synonimem nowoczesnych konstytucji pisemnych. Nie wszystkie greckie państwa spisywały swoje prawa, a bywało, że starożytni Grecy nie rozróżniali między przepisami szczegółowymi a prawem nadrzędnym, jak konstytucyjne obecnie.
Aby przetłumaczyć pojęcie politei, stosowano frazy jak system rządowy, organizacja państwa, ustrój, a później także reżim. Reżim dopuszcza jednak uzurpację, którego to sensu politeja nie ma, stąd jej lepszy wydźwięk także w języku polskim.
Tłumacze na język angielski stosują czasem termin polity, czyli politycznej wspólnoty. Używanie pojęć demokracji konstytucyjnej bądź republiki przeważnie okazuje się jednak anachronizmem, czyli zastosowaniem wbrew chronologii. Ponadto, pojęcie spraw publicznych nie jest równoznaczne z tym spraw obywatelskich.

## Politeja w pracach autorów antycznych

### Platon oraz Cyceron
Politeja to tytuł oryginalny utworu Platona obecnie znanego przeważnie pod tytułem Państwo. Cyceron ujmował politeję jako res publica, od której to frazy pochodzi obecna nazwa republika. Starożytni Rzymianie wiązali z frazą res publica pojęcia wspólne z grecką politeją, a ich zastosowania nie były takie same jak dla republiki czasów obecnych.

### Arystoteles
W Ustroju politycznym Aten (Athenaion Politeia), Arystoteles zastosował pojęcie politei względem państw pod rządami ateńskimi, do czasów jemu współczesnych: czyli dla monarchii absolutnej w Jonii, zarówno jak dla tyranii Trzydziestu, czy losowania w czasach Peryklesa.
W swoim dziele Polityka, Arystoteles ujął politeję jako formę ustroju. Sklasyfikował formy rządu, rozważając ilu obywateli miało głos w stanowieniu praw, oraz czy brali oni pod uwagę dobro ogółu obywateli, czy jedynie własne. Uznał politeję, wraz z monarchią i arystokracją, za jedną z trzech podstawowych form ustrojowych. Monarchia to rząd sprawowany przez jedną osobę, arystokracja to rząd przez niewielką liczbę ludzi, a politeja to rząd przez obywateli dla dobra ogółu. Rozpoznał ustroje mieszane, jak Kartaginy bądź Sparty, a ustrój który łączy oligarchię i demokrację określił jako wadliwy.

## Politeja w źródłach polskich
Antoszewski i Herbut opisują politeję jako ustrój polityczny łączący oligarchię i demokrację, o szerokiej klasie średniej i nacechowaniu umiarkowanym, gdzie liczność stanu średniego ma zabezpieczać przed wewnętrznymi walkami i rozłamami, gwarantując stabilność społeczną i trwałość państwa. Kolejnym odniesieniem bywa wizja państwa doskonałego, rządzonego ideą dobra i sprawiedliwości, jako niemożliwa do zrealizowania.